# バカボン鬼塚 アナログアワー「ログあわ!」
『バカボン鬼塚 アナログアワー「ログあわ!」』(バカボンおにづか - ) は、アール・エフ・ラジオ日本で2024年4月6日から放送されているラジオ番組。

## 概要
専門的な音楽番組が揃うラジオ日本土曜・日曜夜の音楽ゾーンの新番組としてスタートする。
「ファッションとしてアナログを手にしはじめた若者から、音にこだわってアナログを愛し続ける大人まで…様々な年代のアナログラバーをうならせるラインナップでお届けする1時間」と題し、年間約300枚のレコードを購入するレコードマニアのバカボン鬼塚が、毎週1枚のアルバムを紹介。概ねの楽曲の公式な解説 (プロデューサーや演奏者・歌手など) はネット上にあふれているので、あくまでも鬼塚自身の主観、感想、妄想で解説する。番組ハッシュタグは「#ログあわ」。
鬼塚がラジオ日本でレギュラー番組を担当するのは、ナレーションで参加した『ESSPRIDE presents ニッポンの底力 社長チップスRADIO』 (2017年9月 - 2020年3月) 以来となるが、メインパーソナリティとしては初である。

## 放送時間
- 毎週土曜日 21:00 - 22:00

### ネット局
- 熊本放送（RKK） 毎週木曜日21:00-22:00

2024年10月3日（RFでの9月28日放送分）より、RFから5日遅れで放送されていたが2025年3月27日（RF3月22日放送分）をもってネット終了した。

## パーソナリティ
- バカボン鬼塚

## コーナー
ブレあわ！
その日に紹介しているアルバムに関連するシングル曲を、シングルレコードでかけるコーナー。
その他、おたより紹介のコーナーも兼ねており、採用されたリスナーには番組ステッカーが贈られる。

## 放送リスト
番組内で紹介されたアルバムと楽曲の一覧。